# Tsukamoto Kunio
Tsukamoto Kunio (jap. 塚本 邦雄; * 7. August 1920; † 9. März 2005) war ein japanischer Lyriker. Sein ältester Sohn, Tsukamoto Seishi (* 1949), ist ebenfalls Schriftsteller und Verfasser historischer Romane. 
Tsukamoto trat nach dem Zweiten Weltkrieg als Autor von Tanka hervor und wurde von Mishima Yukio für die "Reinheit seiner
ästhetischen Empfindung" gelobt. Gemeinsam mit Terayama Shūji und später Okai Takashi zählte er zu den führenden Vertretern einer avantgardistischen Tanka-Dichtung in Japan. Er veröffentlichte mehrere Gedichtbände, darunter Suiso monogatari (水葬物語, 1952), Sōshoku gakku (装飾樂句, 1956), Nihonjin Reika (日本人靈歌, 1958), Yugure no kaichō (1971) und Saredo yūsei (されど遊星, 1975).